# Кура (річка в Росії)
Кура́ — мілководна річка в Ставропольському краї Росії. Довжина близько 150 км. Пересихає у напівпустелях на сході Північного Кавказу (Ногайські степи). Живлення дощове та джерельне. На Курі існує водосховище.